# Кущ Павло Вікторович
Павло́ Ві́кторович Кущ (нар. 21 вересня 1962, селище Андріївка Бердянського району Запорізької області) — український письменник, журналіст.

## Біографія
Закінчив факультет журналістики  Київського національного університету імені Тараса Шевченка  (1989).

1989—1991 — завідувач відділу районної газети «Чигиринські вісті».

З вересня 1991 року — власний кореспондент газети «Україна молода» по Донецькій області.

У 1998—2000 рр. працював кореспондентом газети «Голос України» по Луганській області.

З жовтня 2009 року — власний кореспондент газети «Урядовий кур'єр».

З червня 2007 року — відповідальний секретар Донецької організації НСПУ.

29 вересня 2011 року обраний головою Донецької організації НСПУ.

Автор збірок гумору та сатири, творів для дітей.

## Громадська діяльність
З 2019 року - керівник Творчого об'єднання гумористів і сатириків Київської організації Національної спілки письменників України, та увійшов до правління КО НСПУ. 
Член Національної спілки журналістів України (1998).
Член Національної спілки письменників України (2002).

## Творчі набутки
Збірки гумору та сатири:
- «Вечори на хуторі без „Тропіканки“» (1999);
- «Нові пригоди Анжеліки» (1999);
- «Комарські острови» (2003);
- «Вогняна Земля» (2006);
- «Братани по розуму» (2011).
- "Телепланетяни" (2022).

Пригодницькі повісті для дітей:
- «Далі буде» (1999);
- «Ревин хутір» (2004),
- «КотоВасія» (2006, 2007);
- «Нявмуар-р-р-ри, або На третій від Сонця» (2011);
- «Метеорит»(2012);
- «АБВ, або Операція „Ставкозавр“»(2014, 2017);
- «Чотири нявкісти і ВІН» (2016, 2020);
- Небувала «котострофа» (2017);
- "Зі швидкістю літа". Повісті для дітей. Книга перша.  Київ : Друкарський двір Олега Федорова, 2023. — 332 сторінки.
- "Зі швидкістю літа". Повісті для дітей. Книга друга (2023);
- "Зі швидкістю літа". Повісті для дітей. Книга третя (2023);
- "Дама д'Арк і "війна фарб" (2024);
- "Таємниця половецької онучки, або Не за степами" (2025).

## Нагороди
- Літературна премія імені Остапа Вишні (2011);
- Премія імені Павла Байдебури (2001);
- Премія імені Григорія Кривди (2004);
- Лауреат загальноукраїнського конкурсу політичної сатири «Золота ратиця» (2003);
- Лауреат всеукраїнського конкурсу на найкращі твори для дітей «Золотий лелека» (2008);
- Лауреат конкурсу «Золоте перо Донбасу» (2003);
- Лауреат регіонального фестивалю-конкурсу «Книга Донбасу» (2006, 2011).
- Переможець творчих конкурсів на найкраще гумористичне оповідання журналу «Перець» та газети «Веселі вісті».
- Лауреат всеукраїнського конкурсу НСЖУ «Золоте перо України» (2012).
- Почесна грамота Національної спілки журналістів Укоаїни  (2012).
- Відзнака «Золота медаль української журналістики»(2013).
- Фіналіст III Міжнародного конкурсу на найкращий твір для дітей «Корнійчуковська премія» (2015)
- Премія імені Лесі Українки за літературно-мистецькі твори для дітей і підлітків (2015)[1].
- Переможець конкурсу пам'яті Ігоря Александрова «Свобода слова» серед журналістів Донеччини (2016).
- Медаль Національної спілки письменників України «Почесна відзнака» (2017).
- Почесний знак Київської ОО НСЖУ «За особливі заслуги» (2019).
- Почесна Грамота Верховної Ради України (2021).
- Нагрудний знак Командувача об'єднаних сил Збройних Сил України «За службу та звитягу» II ступеня (2021)[2].
- Медаль Національної спілки письменників України «Почесна ювілейна відзнака НСПУ» (2021).
- Нагрудний знак Командувача об'єднаних сил ЗСУ "За службу та звитягу" І ступеня (2023).